# Primera Angostura

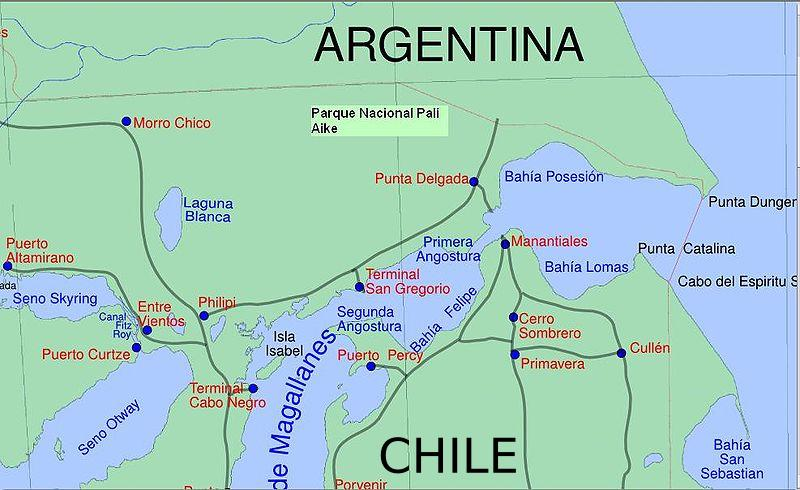
Sector este del estrecho de Magallanes.

Primera Angostura es un seno del Estrecho de Magallanes en la región chilena de Región de Magallanes y la Antártica Chilena. Se encuentra cerca de Punta Delgada y tiene un ancho mínimo de 3.7 km (2 millas náuticas) y un largo de 16 km (9 millas náuticas).
Se encuentra entre la comuna de San Gregorio, en la provincia de Magallanes, al norte, y la comuna de Primavera, en la Provincia de Tierra del Fuego, al sur. Es la parte más angosta del estrecho entre el continente y la isla Grande de Tierra del Fuego. El seno fue nombrado Primera Angostura, ya que es la primera angostura del estrecho que los buques atraviesan cuando se navega a través del estrecho de este a oeste.
En ese sector del estrecho las aguas tienen características atlánticas, tales como la salinidad y el régimen de mareas, que alcanzan los 10 metros generando una corriente que atraviesa la Primera Angostura con velocidades de hasta 8 nudos. En el sector intermedio entre la Primera y la Segunda Angostura se produce la mezcla de las aguas del Océano Atlántico con las del Océano Pacífico, disminuyendo la altura de las mareas.
La compañía naviera Transbordadora Austral Broom SA opera a través del seno, ya que es lugar de transbordos entre el continente y la isla de Tierra del Fuego, a través de la Ruta CH-257. 

## Toponimia
Angostura de Nuestra Señora de Esperanza fue el nombre con que la bautizó Pedro Sarmiento de Gamboa

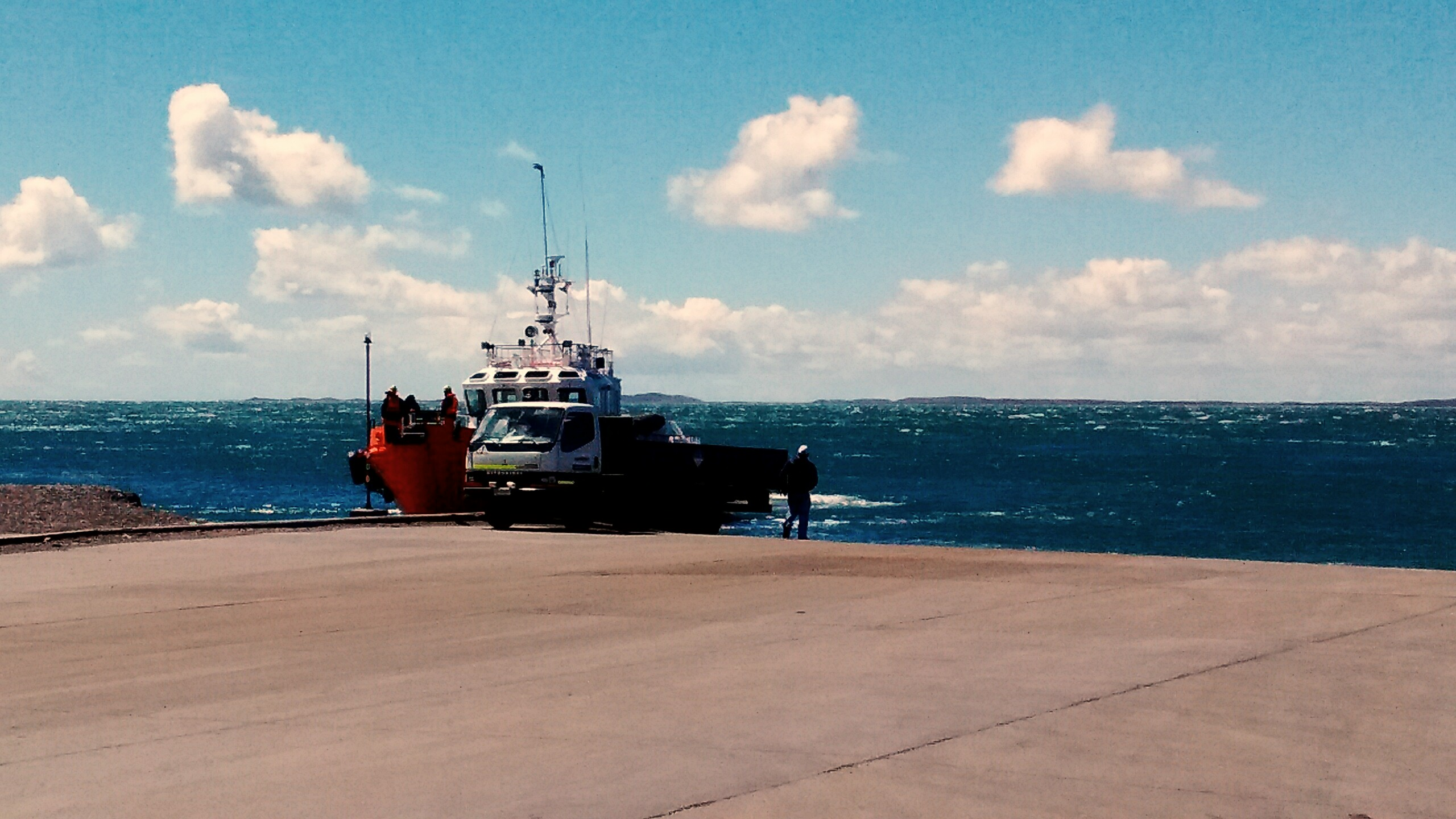
Estrecho de Magallanes en su angostura, de fondo la isla Tierra del Fuego

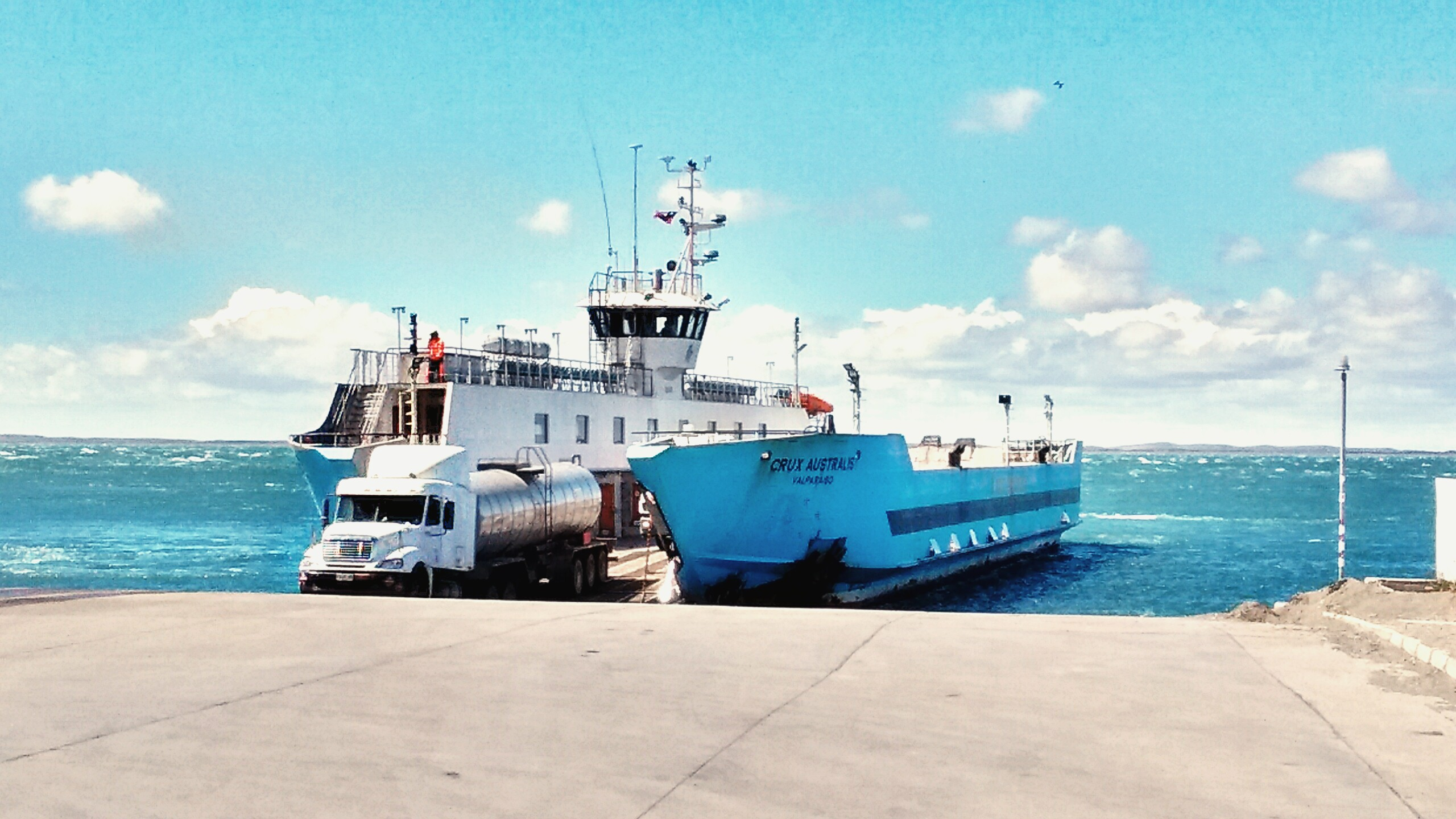
Ferry que comunica Tierra del Fuego con América